# Sebastián de Ocón y Trillo y Chacón de Luna
Sebastián de Ocón y Trillo y Chacón de Luna (n. Antequera, España, c. 1593 - m. Nicaragua, 1643) fue un militar español, designado en 1643 como gobernador de la provincia de Costa Rica.

## Datos familiares
Fue hijo de don Juan de Ocón y Trillo, gobernador de Costa Rica de 1604 a 1613, y de doña Isabel Chacón de Luna. Casó en Guatemala con doña María de Gálvez y Mazariegos, hija de don Fernando de Gálvez y doña Juana Mazariegos.

## Carrera militar y pública
Llegó a Costa Rica con su padre y sus hermanos en 1604, aún niño, y permaneció allí hasta la conclusión del gobierno de su progenitor en 1613. Posteriormente residió en la ciudad de Granada de Nicaragua, y en 1621, cuando ya era maestre de campo, el ayuntamiento granadino recomendó sus méritos a las autoridades superiores. Fue nombrado corregidor de Acasaguastlán (con cabecera en San Cristóbal Acasaguastlán), cargo que ejerció hasta 1631.En 1633 efectuó un viaje a España.
El 9 de abril de 1643 el rey don Felipe IV lo nombró como gobernador de Costa Rica, en sustitución de don Gregorio de Sandoval Anaya y González de Alcalá, pero murió antes de asumir el cargo, y en su lugar se designó el 12 de mayo de 1644 a don Juan de Chaves y Mendoza.